# Moi César, 10 ans ½, 1m39
Pour les articles homonymes, voir César.
Pour plus de détails, voir Fiche technique et Distribution.
Moi César, 10 ans ½, 1m39 est un film français réalisé par Richard Berry, sorti en 2003.

## Synopsis
César habite à Paris, à Montmartre. Il a 10 ans et demi et mesure 1,39 m. Garçon plutôt timide mais réfléchissant énormément sur sa condition d'enfant, il adore les desserts et les pâtisseries et est très amoureux de la nouvelle élève Sarah Delgado. Elle est la première de la classe, décrite comme la « plus belle fille de l'école », et est aussi dans le cœur de Morgan Boulanger, le meilleur ami de César.
Morgan, qui ne connaît pas son père (ce dernier n'est resté que quelques mois en France, alors que Morgan n'était pas encore né), cherche à le retrouver à Londres (Royaume-Uni), où celui-ci réside. Il embarque ainsi secrètement depuis un train en gare de Paris en direction de Londres avec Sarah, qui sait très bien parler l'anglais (sa mère est originaire du Royaume-Uni), et César qui tient à les accompagner. Pour cela, chacun des trois pré-adolescents fait croire à ses parents qu'il passe le week-end chez l'un des deux autres. Ils croisent sur leur chemin Gloria, une célibataire sexagénaire française installée en Angleterre, sympathique et protectrice, qui va les aider dans leur folle aventure pour retrouver le dénommé Mr Fitzpatrick, le père de Morgan.
Ainsi, les trois amis ne savent pas que ce voyage secret va bouleverser leur histoire.

## Fiche technique
- Titre : Moi, César, 10 ans 1/2, 1m39
- Réalisateur : Richard Berry
- Musique : Reno Isaac
- Décors : Hugues Tissandier
- Costumes : Dominique Borg
- Photographie : Thomas Hardmeier
- Montage : Laurence Briaud et Lisa Pfeiffer
- Pays d'origine :  France
- Budget : 5 320 000 euros[1]
- Production : Michel Feller et Luc Besson (non crédité)
- Société de production : EuropaCorp
- Société de distribution : EuropaCorp Distribution
- Format : 2.35 : 1 • 35mm
- Langues originales : français, anglais
- Durée : 91 minutes
- Genre : comédie dramatique
- Dates de sortie : 
  -  France : 9 avril 2003
  -  Belgique : 28 mai 2003

## Distribution
- Jules Sitruk : César Petit, le personnage principal
- Maria de Medeiros : Chantal Petit, la mère de César
- Jean-Philippe Écoffey : Bertrand Petit, le père de César
- Joséphine Berry : Sarah Delgado, la camarade dont César est amoureux
- Mabô Kouyaté : Morgan Boulanger, le meilleur ami de César
- Anna Karina : Gloria, la dame qui parle leur langue et propriétaire d'un pub
- Stéphane Guillon : le père de Sarah, un francophone
- Katrine Boorman : la mère de Sarah, une britannique
- Jean-Paul Rouve : le prof de gym de l'école
- Didier Bénureau : le directeur de l'école
- Cécile de France : Samantha, la nouvelle compagne du père de Sarah
- Jean Benguigui : Papy, le grand-père maternel de César
- Annick Blancheteau : Mamy, la grand-mère maternelle de César
- Murray Head : Charley Fitzpatrick, pris pour le père de Morgan par erreur
- Charley Boorman : M. Fitzpatrick, le vrai père de Morgan
- Ivy Omere : Mme Fitzpatrick, la belle mère de Morgan
- Karine Silla : la mère de Morgan
- Guilaine Londez : la maîtresse d'école
- Didier Tronchet : le maître d'étude et surveillant d'école
- Sofian Karmi : Chafik, un camarade de classe
- Juliette Galibert : Lola, une camarade de classe
- Morgan Seddik : Fabien, un camarade de classe
- Catherine Hosmalin : la boulangère de Montmartre
- Samuel Tudela : le rabbin de Montmartre
- Eric Debrosse : le policier en civil à Montmartre
- Philippe Roux : l'inconnu qui accoste César et l'agresse
- Tessa Schoor : Audrey, la cousine de César
- Maelia Gentil : Jennifer, la cousine de César
- Michel Munz : le grand dans la boulangerie

## Production

### Tournage
- Le tournage du film s'est d'abord déroulé entre le 17 juin et le 15 août 2002 à Paris puis durant deux semaines en octobre 2002 à Londres[2].

## Autour du film
Le film a été présenté au Festival des films du monde de Montréal le 28 août 2003.
On peut voir dans le film des extraits et une parodie de Pulp Fiction. Maria de Medeiros qui joue ici la mère de César jouait Fabienne, la petite amie de Bruce Willis dans Pulp Fiction.
C'est le deuxième film en tant que réalisateur de Richard Berry après L'Art (délicat) de la séduction (2001).
C'est Joséphine Berry, la fille du réalisateur, qui interprète le personnage de Sarah, qui s'inspire d'ailleurs d'elle-même.
Katrine Boorman, qui interprète la mère de Sarah, est la fille du réalisateur John Boorman. Vingt ans après Excalibur, elle retrouve son frère Charley, jouant également dans le film.
Jean-Paul Rouve et Jules Sitruk s'étaient déjà croisés sur le tournage de Monsieur Batignole (2002) réalisé par Gérard Jugnot.
Richard Berry a choisi de filmer presque tout le film à hauteur des enfants :

« Je souhaitais replacer les choses dans ce regard des premières années. Tout ce que vit le personnage est perçu uniquement de son point de vue. Je suis donc parti de ce principe de subjectivité absolue, à travers mes propres expériences transposées. »

— Richard Berry
À l'origine, Richard Berry souhaitait un jeune acteur avec un certain embonpoint pour le personnage de César. Jules Sitruk dut alors porter des prothèses pour le grossir.